# 서구 을 (대전)
대전 서구 을은 대한민국의 국회의원 선거구이다. 대전광역시 서구의 일부를 관할한다. 현 지역구 국회의원은 더불어민주당의 박범계이다.

## 역사
1996년 대한민국 제15대 국회의원 선거를 앞두고 서구·유성구 선거구에서 분리되면서 신설되었다. 신설 당시 용문동, 탄방동, 삼천동, 둔산동, 갈마동, 월평동을 관할하였으며 서구 갑에는 나머지 지역이 속하게 되었다.

## 관할 구역
| 대수      | 관할 구역                                                                                           |
| --------- | --------------------------------------------------------------------------------------------------- |
| 15대      | 서구 용문동, 탄방동, 삼천동, 둔산동, 갈마동, 월평1동, 월평2동                                       |
| 16대~18대 | 서구 용문동, 탄방동, 삼천동, 둔산1동, 둔산2동, 갈마1동, 갈마2동, 월평1동, 월평2동, 월평3동, 만년동  |
| 19대~     | 서구 용문동, 탄방동, 둔산1동, 둔산2동, 둔산3동, 갈마1동, 갈마2동, 월평1동, 월평2동, 월평3동, 만년동 |

## 역대 국회의원
| 선거   | 정당 | 정당         | 의원   |
| ------ | ---- | ------------ | ------ |
| 1996년 |      | 자유민주연합 | 이재선 |
| 2000년 |      | 자유민주연합 | 이재선 |
| 2004년 |      | 열린우리당   | 구논회 |
| 2007년 |      | 국민중심당   | 심대평 |
| 2008년 |      | 자유선진당   | 이재선 |
| 2012년 |      | 민주통합당   | 박범계 |
| 2016년 |      | 더불어민주당 | 박범계 |
| 2020년 |      | 더불어민주당 | 박범계 |
| 2024년 |      | 더불어민주당 | 박범계 |

## 역대 선거 결과

### 대한민국 제15대 국회의원 선거
|  | 44.69% |

|  | 34.86% |

|  | 10.00% |

|  | 6.50% |

|  | 3.93% |

### 대한민국 제16대 국회의원 선거
|  | 35.58% |

|  | 25.39% |

|  | 21.44% |

|  | 9.15% |

|  | 3.68% |

|  | 3.23% |

|  | 1.50% |

### 대한민국 제17대 국회의원 선거
|  | 41.70% |

|  | 27.21% |

|  | 24.94% |

|  | 2.95% |

|  | 1.67% |

|  | 1.49% |

### 2007년 대한민국 재보궐선거
|  | 60.15% |

|  | 36.95% |

|  | 2.77% |

### 대한민국 제18대 국회의원 선거
|  | 41.37% |

|  | 26.41% |

|  | 22.99% |

|  | 7.05% |

|  | 1.65% |

|  | 0.50% |

### 대한민국 제19대 국회의원 선거
|  | 43.62% |

|  | 30.67% |

|  | 23.26% |

|  | 1.58% |

|  | 0.84% |

### 대한민국 제20대 국회의원 선거
|  | 49.53% |

|  | 34.79% |

|  | 11.22% |

|  | 4.44% |

### 대한민국 제21대 국회의원 선거
|  | 57.50% |

|  | 40.77% |

|  | 0.92% |

|  | 0.79% |

### 대한민국 제22대 국회의원 선거
|  | 54.58% |

|  | 42.87% |

|  | 2.01% |

|  | 0.52% |

## 같이 보기
- 대전광역시의 선거구
- 서구